# Gauliga Mitte 1943/44
Die Gauliga Mitte 1943/44 (BK) war die elfte Spielzeit der Gauliga Mitte im Fußball. Die Meisterschaft sicherte sich der SV Dessau 05 souverän mit Vorsprung vor der SpVgg Erfurt. Die Dessauer qualifizierten sich für die Endrunde um die Deutsche Meisterschaft, schieden dort aber bereits in der 1. Runde aus. In dieser vorletzten Gauliga-Spielzeit gab es keine Absteiger, da eine Spielklassen-Modifizierung für die nächste Saison beschlossen und umgesetzt wurde. Diese kam aber kriegsbedingt nur noch anfänglich-rudimentär zur Austragung und somit endete die Geschichte der Gauligen.

## Resultat-Kreuztabelle
Die Hoffnungen aller Mitte-Gauligisten, den Abonnement-Meister SV Dessau 05 noch einmal aufhalten zu können, zerschlugen sich wirklich schnell. Mit nur fünf Minuspunkten belastet, errang das Team vom Schillerpark zum dritten Mal in Folge die Gau-Meisterschaft und ließ die Konkurrenten erneut um Längen zurück. Nach Beendigung der Saison wurde das Konstrukt der Gauliga aufgelöst und kriegsbedingt durch regionale Bezirksklassen ersetzt, welche dann aber nach nur kurzer Zeit den Spielbetrieb kollektiv und endgültig einstellen mussten.

### Laut zeitgenössischen Quellen
| 1943/44       | SV Dessau 05 | SpVgg Erfurt | KSG Merseburg | 1. SV Jena | SC Erfurt 1895 | Sportfreunde Halle | Dessauer SV 98 | FC Wacker Halle | VfL Halle 1896 | FC Preußen Burg |
| ------------- | ------------ | ------------ | ------------- | ---------- | -------------- | ------------------ | -------------- | --------------- | -------------- | --------------- |
| Dessau 05     | 1            | 7:1          | a             | 8:1        | b              | +0:0 c             | 9:0            | 7:2             | 6:0            | 1:0             |
| SpVgg Erfurt  | 3:2          | 2            | 3:1           | 2:0        | 2:4            | 6:0                | 1:1            | 5:0             | +0:0 d         | 4:1             |
| KSG Merseburg | 2:2          | 1:1          | 3             | 6:0        | 2:3            | 4:1                | 4:1            | 6:1             | 4:1            | 8:1             |
| 1. SV Jena    | +0:0 e       | 4:2          | 0:3           | 4          | 2:5            | 2:1                | 3:0            | 1:3             | 3:0            | +0:0 f          |
| SC Erfurt     | 0:4          | 1:3          | 3:1           | 1:6        | 5              | 1:1                | +0:0 g         | 1:0             | 4:3            | 3:0             |
| SF Halle      | 0:4          | 2:1          | 0:5           | 1:4        | h              | 6                  | 3:1            | 3:1             | 5:2            | 5:0             |
| Dessau 98     | 1:9          | 3:2          | 3:3           | +0:0 i     | 4:2            | 2:2                | 7              | 4:6             | 3:1            | 1:2             |
| Wacker Halle  | 0:3          | 1:2          | 0:3           | 3:3        | 4:1            | 1:1                | 1:2            | 8               | 2:1            | 4:2             |
| Halle 96      | 3:5          | 3:4          | 8:3           | 1:3        | j              | 1:3                | 2:0            | 3:0             | 9              | 5:4             |
| Preußen Burg  | 0:1          | 1:4          | 0:0+ k        | 0:0+ l     | +0:0 m         | 0:0+ n             | 0:0+ o         | 4:1             | 6:0            | 10              |

## Abschlusstabelle
Gewertete Spiele: 86 von 90 [Gespielte Spiele]: 80 von 90 / Gewertete Tore: 370 [Erzielte Tore]: 392

(11. Spielzeit - Saison-Beginn:  12.09.1943)
| Pl. | Verein                    | Sp. | S  | U | N  | Tore    | Quote | Punkte |
| --- | ------------------------- | --- | -- | - | -- | ------- | ----- | ------ |
| 1.  | SV Dessau 05 (M)          | 16  | 13 | 1 | 2  | 068:130 | 5,23  | 27:50  |
| 2.  | SpVgg 02 Erfurt           | 18  | 11 | 2 | 5  | 046:320 | 1,44  | 24:12  |
| 3.  | KSG / Rb. Merseburg (N)   | 17  | 10 | 3 | 4  | 056:280 | 2,00  | 23:11  |
| 4.  | 1. SV 03 Jena             | 18  | 10 | 1 | 7  | 032:360 | 0,89  | 21:15  |
| 5.  | SC Erfurt 1895            | 15  | 8  | 1 | 6  | 029:320 | 0,91  | 17:13  |
| 6.  | FV Sportfreunde Halle     | 17  | 7  | 3 | 7  | 028:350 | 0,80  | 17:17  |
| 7.  | Dessauer SV 98            | 18  | 6  | 3 | 9  | 026:500 | 0,52  | 15:21  |
| 8.  | Hallescher FC Wacker 1900 | 18  | 5  | 2 | 11 | 030:520 | 0,58  | 12:24  |
| 9.  | VfL Halle 1896            | 17  | 4  | 0 | 13 | 034:550 | 0,62  | 08:26  |
| 10. | FC Preußen 02 Burg (N)    | 18  | 4  | 0 | 14 | 021:370 | 0,57  | 08:28  |

 * 6 Spiele kampflos gewertet / 5 Spiel-Ausgänge durch Disziplinar-Kommission revidiert / 4 Spiele ungespielt 
| (M) | Titelverteidiger                 |
| (N) | Aufsteiger aus der Bezirksklasse |

### Laut Buch von H. Grüne, [aber leider fehlerdurchsetzt, teilweise ohne Nachweise und damit nicht seriös anwendbar]
Hardy Grüne veröffentlichte im Buch Vom Kronprinzen bis zur Bundesliga (1996) auf Grundlage der Vorarbeit des DSFS folgende Abschlusstabelle. Diese basiert laut späterer Recherchen jedoch auf einigen fehlerhaft-übernommenen Spiel-Resultaten, weil sich der Buch-Autor ungeprüft auf Fehler der DSFS-Vorarbeit-Autoren berief.
| Pl. | Verein              | Sp. | S  | U | N  | Tore    | Quote | Punkte |
| --- | ------------------- | --- | -- | - | -- | ------- | ----- | ------ |
| 1.  | SV Dessau 05 (M)    | 18  | 16 | 1 | 1  | 091:160 | 5,69  | 33:30  |
| 2.  | SpVgg Erfurt        | 18  | 11 | 2 | 5  | 053:340 | 1,56  | 24:12  |
| 3.  | SC Erfurt 1895      | 18  | 11 | 1 | 6  | 037:440 | 0,84  | 23:13  |
| 4.  | KSG Merseburg (N)   | 18  | 9  | 3 | 6  | 058:380 | 1,53  | 21:15  |
| 5.  | 1. SV Jena          | 18  | 8  | 1 | 9  | 030:440 | 0,68  | 17:19  |
| 6.  | SV Dessau 98        | 18  | 7  | 3 | 8  | 033:580 | 0,57  | 17:19  |
| 7.  | Sportfreunde Halle  | 18  | 5  | 3 | 10 | 028:440 | 0,64  | 13:23  |
| 8.  | VfL Halle 1896      | 18  | 6  | 0 | 12 | 041:530 | 0,77  | 12:24  |
| 9.  | FC Wacker Halle     | 18  | 5  | 2 | 11 | 030:560 | 0,54  | 12:24  |
| 10. | FC Preußen Burg (N) | 18  | 4  | 0 | 14 | 025:390 | 0,64  | 08:28  |

| (M) | Titelverteidiger                 |
| (N) | Aufsteiger aus der Bezirksklasse |

## Aufstiegsrunde
Aufgrund der politischen und damit auch sport-politischen Entwicklungen, wurden nun auch für die Gauliga Mitte, (Bereichsklasse Mitte), die Qualifikations-Kriterien modifiziert. So nahmen 14 Vertreter als Meister ihrer Region an der Aufstiegsrunde teil, welche in einem Drei-Runden-Pokal-Modus mit Hin-und-Rückspielen ausgetragen wurde. Vom 14. Mai bis 3. September 1944, wurden dabei mittels zweier k.o.- Runden und einem sich anschließenden Halbfinale die zwei Aufstiegs-Anwärter ermittelt, (1. Runde = 6 Ansetzungen + 2 Freilose). Der MSC Preußen 99, (Vertreter Kreis Magdeburg), sowie der LSV Rudolstadt, (Vertreter Kreis Weimar), setzten sich durch. Spätestens Mitte September aber, wurde dann kriegsbedingt beschlossen, die Gauliga-Austragung in ihrer bekannten, überregionalen Form durch eine provinziellere 5-Bezirks-Gliederung zu ersetzen und damit den ausgespielten Aufstieg sportlich irrelevant und damit unwirksam sein zu lassen.

## Aufstiegsrunde / Pokal-Modus (3 Runden)
| Platz     | Verein                                  |
| --------- | --------------------------------------- |
| HF-Sieger | MSC Preußen 99 (Sieger Kreis Magdeburg) |
| HF-Sieger | LSV Rudolstadt (Sieger Kreis Weimar)    |

## Deutsche Fußballmeisterschaft
1. Runde
| Datum          |               | Ergebnis             |              | Stadion                |
| -------------- | ------------- | -------------------- | ------------ | ---------------------- |
| 16. April 1944 | Holstein Kiel | 3:2 n. V. (2:2, 2:0) | SV Dessau 05 | Kiel, Holstein-Stadion |